# Дружба (фильм, 2024)
«Дружба» (англ. Friendship) — американская чёрная комедия 2024 года, режиссёрский дебют Эндрю Де Янга.
Сюжет сосредоточен на социально неуклюжем человеке, который навязчиво стремится подружиться со своим новым соседом харизматичным, но неудовлетворённым ведущим прогноза погоды.
Премьера состоялась 8 сентября 2024 года на Международном кинофестивале в Торонто.
В США фильм вышел в ограниченный прокат 9 мая 2025 года при поддержке A24, а широкий прокат начался 23 мая 2025 года.
Картина получила положительные отзывы критиков, которые отметили режиссуру и сценарий ДеЯнга, а также актёрскую игру Робинсона и Радда.

## Сюжет
Крейг Уотерман, менеджер по маркетингу в вымышленном городе Кловис, вместе с женой Тэми готовится к продаже семейного дома.
Тэми недавно выздоровела от рака, но недовольна эмоциональной закрытостью Крейга и его равнодушием к её цветочному бизнесу.
Она возобновляет отношения с бывшим парнем Девоном.
Новый сосед — Остин Кармайкл, эксцентричный ведущий местного прогноза погоды — приносит Тэми подарок в знак знакомства и приглашает Крейга выпить вечером пива.
Тэми соглашается от его имени, и Крейг нехотя принимает приглашение.
Неожиданно между мужчинами завязывается дружба: они сближаются на почве музыки, проблем на работе и общего чувства неудовлетворённости.
Крейг делится с Остином своим девизом — «просто попроси», что вдохновляет Остина осуществить мечту — стать ведущим дневного прогноза погоды.
В ту же ночь Остин показывает Крейгу скрытую сеть туннелей под мэрией Кловиса, и они вместе отправляются на исследование.
На следующий день Остин уговаривает Крейга прогулять работу ради сбора грибов в болоте.
По дороге они проезжают жёлтый спорткар; Остин говорит, что, если когда-нибудь его купит, первым пассажиром будет Крейг.
Дружба крепнет, особенно после панк-рок концерта Остина, на который Крейг идёт с Тэми.
Воодушевлённый, Крейг становится более внимательным мужем, отцом и коллегой.
Проблемы появляются после того, как Остин приглашает Крейга в компанию своих друзей.
Сначала всё проходит дружелюбно, но позже Крейг, чувствуя себя неуверенно и стремясь влиться в компанию, переходит грань во время шуточного бокса, нанося Остину удар.
В ответ на осуждение, Крейг совершает странный акт самонаказания — ест кусок мыла.
После инцидента Остин отдаляется.
Отчаявшийся Крейг неожиданно приходит на студию во время первого дневного эфира Остина, мешая трансляции.
Остин официально разрывает отношения, но Крейг продолжает зацикливаться на нём, проникает в его дом и случайно уносит пистолет из рабочего кабинета.
В попытке вернуть семью, Крейг устраивает безумную прогулку с Тэми в туннелях под мэрией, где Тэми теряется.
Полиция подключается к поискам, а Крейг и Остин арестованы за предыдущее проникновение в канализацию.
В участке вскрывается, что Остин носит парик, и он умоляет Крейга сохранить это в тайне.
Тэми находят, но она потерена.
На вечеринке в её честь Крейг оказывается в изоляции и проигрывает Девону.
Вскоре Тэми переезжает к нему.
Крейг теряет работу после срыва на презентации.
Он устраивается парковщиком, дарит Тэми фургон для бизнеса и восстанавливает контакт с сыном Стивеном.
Всё кажется налаживающимся, пока Крейг не замечает, что Остин устраивает новую вечеринку с друзьями и ездит на жёлтом спорткаре.
Крейг вламывается и угрожает друзьям оружием, пытаясь воссоздать их первую встречу.
Остин пытается отобрать пистолет, и во время борьбы происходит выстрел.
Парик Остина снова слетает, и Крейг заставляет всех лежать, пока Остин надевает его обратно.
Полиция прибывает, и Крейг теряет сознание при попытке убежать.
В полицейской машине он воображает альтернативную реальность, где вечер с друзьями прошёл идеально.
Остин подмигивает ему, и Крейг улыбается.

## В ролях
- Радд, Пол — Остин Кармайкл
- Тим Робинсон — Крейг Уотерман
- Мара, Кейт — Тэми Уотерман, жена Крейга
- Грейзер, Джек Дилан — Стивен Уотерман, сын Крейга
- Сегарра, Джош — Девон
- Брик, Билли — Тони
- Джейсон Визи — Зед
- Глейзер, Джон — Биг Сэм
- Эрик Рейхилл — Майк
- О’Мэлли, Коннер — Пэттон
- Кармен Кристофер — Джимп
- Крейг Франк — Базз
- Омар Торрес — Джаред
- Джейкоб Минг-Трент — Нэйтан
- Лондон, Дэниел — Стэн
- Томас, Уитмер — Иэн
- Сбардж, Рафаэль — Гаррет
- Уолк, Айви — Джен Пейзер[4]
- Гарретсон, Мередит — Бьянка

## Производство
В феврале 2024 года к актёрскому составу присоединились Тим Робинсон, Пол Радд и Кейт Мара; режиссёром выступил Эндрю ДеЯнг. В марте к съёмкам присоединились Джек Дилан Грейзер, Джош Сегарра, Билли Брик и другие актёры. Съёмки проходили в Йонкерсе.
Роль Крейга была написана специально для Робинсона.
Имя героя Радда изначально было Брайан, но по просьбе самого актёра его изменили на Остин, чтобы избежать ассоциаций с персонажем из фильма Телеведущий.
Премьера состоялась 8 сентября 2024 года на Кинофестивале в Торонто в рамках программы Midnight Madness. В том же месяце права на прокат в США приобрела компания A24. В мае 2025 года Republic Pictures приобрела международные права на фильм. Ограниченный прокат в США начался 9 мая 2025 года, широкий — 23 мая.

### Награды
На кинофестивале в Торонто 2024 года фильм занял третье место в голосовании на Приз зрительских симпатий в секции Midnight Madness.